# Кодокусі
Кодокусі (яп. 孤独死, англ. Kodokushi; самотня смерть) — японське явище самотньої смерті людини, тіло якої довгий час залишається не знайденим і забутим. Феномен уперше описаний у 80-х роках ХХ ст. Причинами поширення проблеми в Японії вважаються соціальна ізоляція, економічні труднощі та старіння населення країни. 
Одним із перших випадків, які привернули увагу громадськості, була смерть чоловіка у багатоквартирному комплексі Токівадайри. Тіло чоловіка пролежало мертвим на підлозі три роки. У 2000 році, коли кошти на його рахунку закінчилися й щомісячні комунальні й орендна плати перестали надходити, до його квартири прийшли службовці, де і виявили його скелет.

## Статистика
Статистичні дані щодо масштабу ситуації залишаються неповними й доволі неточними. Число самотніх смертей потроїлося у період між 1983 та 1994 роками, з даними про 1049 таких випадків у Токіо за 1994 рік. Статистичні дані Управління соціального забезпечення та громадського здоров'я за 2008 рік свідчать про понад 2200 випадків кодокусі в місті Токіо серед населення старше 65 років. У 2011 там зафіксовано також близько 2000 смертей в ізоляції. 
Спільними рисами інцидентів є те, що всі вони трапляються у квартирах міських районів, жертвами стають пари літніх людей, або люди з інвалідністю, які не отримують соціальних послуг чи виплат і не спілкуються із сусідами. Згідно з опитуванням уряду в 2010 році 10% жінок і майже 25% чоловіків старше 60 років стверджують, що не мають родичів чи друзів, на яких можуть покластися. Однак, не тільки старші люди потрапляють у зону ризику. У одній із квартир Токіо було виявлено мертвого 4-річного хлопчика, мати якого також померла.
Соціальна ізоляція літніх японців набула такого поширення, що виникла окрема галузь, яка спеціалізується на очищенні квартир від людських рештків.

## Реакція
Місцевою владою з метою покращення комунікації між старшими людьми проводяться відповідні заходи, проводиться стеження за їх самопочуттям, наприклад, перевіряючи, чи виносять вони сміття. Через відсутність точної статистики успішність таких заходів важко визначити.